# Униж
Униж (укр. Уніж) — село в Городенковской городской общине Коломыйского района Ивано-Франковской области Украины.
Население по переписи 2001 года составляло 156 человек. Занимает площадь 0,352 км². Почтовый индекс — 78117. Телефонный код — 03430.